# Hilara crickmayi
Hilara crickmayi är en tvåvingeart som beskrevs av Charles Howard Curran 1926. Hilara crickmayi ingår i släktet Hilara och familjen dansflugor.
Artens utbredningsområde är Northwest Territories, Kanada. Inga underarter finns listade i Catalogue of Life.